# توم أيروين
توم أيروين (بالإنجليزية: Tom Irwin)‏ هو ممثل أمريكي، ولد في 1 يونيو 1956 ببيوريا في الولايات المتحدة.

## أعمال

### أفلام
- (2003) 21 غرام[5]
- (2008) مارلي وأنا[6][7]

### مسلسلات
- آنجل
- الخادمات المخادعات
- الضياع
- شبح هامس
- كاسل

## وصلات خارجية
- توم أيروين على موقع IMDb (الإنجليزية)
- توم أيروين على موقع ألو سيني (الفرنسية)
- توم أيروين على موقع أول موفي (الإنجليزية)
- توم أيروين على موقع قاعدة بيانات برودواي على الإنترنت (الإنجليزية)
- توم أيروين على موقع قاعدة بيانات الأفلام السويدية (السويدية)
- توم أيروين على موقع قاعدة بيانات الفيلم (الإنجليزية)
- توم أيروين على موقع كينوبويسك (الروسية)